# Превантивна система
Превантивната система е възпитателен и педагогически метод на Дон Боско - католически светец (1815-1888), основател на ордена към католическата църква, наречен след смъртта му "Салезиани на Дон Боско“. Името на системата произхожда от италианското prevenìre = предварвам, изпреварвам; предотвратявам, осуетявам.
Възпитанието на деца и младежи винаги се е осъществявало по два начина – две системи: превантивна и репресивна. При репресивната възпитателят (родител, учител и т.н.) просто поставя правила, следи за спазването им и наказва неизпълнението. За целта трябва да изглежда строг и да избягва фамилиарност в отношенията. За да има авторитет, трябва да се появява рядко между поверените – най-вече когато трябва да заплашва или наказва. Тази система е лесна за възпитаващия и може да се прилага в казарма, т.е. при възрастни, които могат да разберат и запомнят законите и правилата.
В превантивната система възпитателят не само обяснява правилата, но и активно присъства сред възпитаваните, така че те да не смеят да ги нарушават. Обратно на постоянната строгост, тук отношението е приятелско. Вдъхновени от грижата и личния пример на възпитателя, възпитаваните по естествен начин се учат как и защо е необходимо да спазват правилата в живота си.
Системата се нарича превантивна, понеже със своето активно присъствие, възпитателят предотвратява неправилните постъпки.

## История на идеята
Дон Боско живее по времето на Индустриалната революция, когато занаятите започват да се заменят с манифактурно производство. Така голям брой хора губят възможността за прехрана от предишните си занаяти. Възникват големи промени в семейния и обществения живот, включително висока престъпност. Младежите са сред най-силно засегнатите – принудени да работят на ниска заплата в лоши и дори нечовешки условия. При посещенията си в затвора, Дон Боско разбира, че много от младежите там никога не са изпитвали истинска любов в живота си и затова са склонни към злодеяния. Осъзнава, че младежът е крехък и лесно попада в лапите на злото. За да се избегне това, необходима е подходяща среда, в която да се развива правилно и да му помогне да избере доброто, а не злото. Затова учредява „Ораторио“ – място, където младежите се събират и където е подготвена подходяща среда за тях, която ги мотивира да станат добри и благочестиви.

## Принципи
За да функционира превантивната система на практика, трябва да са налични поне две трудно постижими условия: активно присъствие и добър личен пример. За да е възможно активното присъствие, което Дон Боско нарича асистенция, той създава център за младежи (момчета) в Торино. Този център обединява в себе си четирите принципа на превантивната система:
1. Дом – място, където младежите се чувстват приети като в семейна среда и го възприемат като „свое“.
2. Игрище – Дон Боско осъзнава, че престъпността сред юношите има една най-честа причина – скука.
3. Училище – За да е завършен процесът на възпитанието, нужно е възпитаваните да придобият знания и умения, така че да могат да са професионалисти в работата си и да са полезни на обществото.
4. Църква. Превенция на престъпността е една от основните цели в превантивната система. Според Дон Боско, това не се постига само с образование, а е въпрос на ценности. Именно затова християнските ценности са неразделна част от възпитанието в неговата педагогика.

## Разпространение
Към юни 2010 г. орденът Салезиани на Дон Боско е разпространен в 131 държави.

## В България
У нас превантивната система се използва от 1994 г. с установяването на Салезианите на Дон Боско в Казанлък, където работят с младежи. Превантивната система е основният подход и на фондация „Дон Боско България“, която е основана през януари 2009 г. в Стара Загора и работи в ромския квартал "Лозенец" с ученици.